# Marcelo Vigil
Marcelo Vigil Pascual (Madrid, 1930- Salamanca, 1987) fue un historiador español.
Estudió Filología Clásica en la Universidad Central de Madrid. Posteriormente continuó sus estudios en la Universidad de Londres y volvió a España para doctorarse con una tesis sobre vidriería antigua. En 1960 se trasladó a estudiar a la Universidad de Roma. En 1965 es catedrático de Historia Antigua en la Universidad de Granada, y posteriormente se trasladó a la de Salamanca. Sus trabajos se centran fundamentalmente en las Edades Antigua y Media en la península ibérica. Algunos títulos son Sobre los orígenes sociales de la Reconquista, Algunos problemas sociales del norte de la Península a fines del Imperio Romano y La formación del feudalismo en la península ibérica (los tres junto con Abilio Barbero de Aguilera).